# سارا کریگن
سارا کریگن (انگلیسی: Sara Carrigan؛ زادهٔ ۷ سپتامبر ۱۹۸۰) دوچرخه‌سوار اهل استرالیا است.
وی در مسابقات کشوری و بین‌المللی در مجموع برندهٔ ۱ مدال طلا شده‌است.